# Незвичайна виставка
«Незвичайна виставка» — радянський художній фільм 1968 року, знятий як притча на кіностудії «Грузія-фільм».

## Сюжет
Іронічна трагікомедія про провінційного скульптора, який розміняв свій неабиякий талант на виготовлення могильних пам'ятників.

## У ролях
- Гурам Лордкіпанідзе — Агулі Еріставі, провінційний скульптор
- Валентина Теличкіна — Глафіра Огурцова
- Василь Чхаїдзе — Піпінія, батько Агули (озвучив Еросі Манджгаладзе)
- Саломе Канчелі — Кетеван, удова коваля Савле
- Давид Абашидзе — Шавлег, актор
- Джульєтта Вашакмадзе — Тіна
- Джаба Цуладзе — Акім, син Агулі
- Віктор Дейсадзе — Боновентур, аптекар
- Олександр Келбакіані — Георгій Пественідзе, голова комісії
- Микола Мікашавідзе — майор Хурцидзе
- Акакій Доборджинідзе — Дмитро, хазяїн собаки
- Шота Габелая — Володя Джинчарадзе
- Володимир Гвішиані — старий-інвалід
- Олександр Купрашвілі — вдівець
- Нуну Мачаваріані — вчителька
- Теймураз Чиргадзе — однокласник

## Знімальна група
- Режисер — Ельдар Шенгелая
- Сценарист — Реваз Габріадзе
- Оператор — Георгій Герсамія
- Композитор — Гія Канчелі
- Художник — Дмитро Еріставі